# نکه خورد، اتک
نکه خورد (به انگلیسی: Nakka Khurd) یک روستا در پاکستان است که در پنجاب واقع شده‌است.